# Brit Awards 2018
Les Brit Awards 2018 ont lieu le 21 février 2018 à l'O2 Arena à Londres. Il s'agit de la 38e cérémonie des Brit Awards, présentée par Jack Whitehall diffusée en direct à la télévision sur la chaîne ITV.
L'artiste plasticien britannique Anish Kapoor réalise le design des trophées remis aux gagnants .
Un hommage est rendu aux victimes de l'attentat de la Manchester Arena avec Liam Gallagher qui interprète Live Forever, une chanson de son ancien groupe Oasis, remplaçant Ariana Grande qui devait chanter à l'origine, absente pour raison de santé.
En solidarité avec le mouvement #MeToo, plusieurs artistes arborent une rose ou un pin's blanc.
Après l'attribution du prix de la meilleure vidéo britannique à Harry Styles par un vote du public via Twitter, les fans du groupe Little Mix ont déclenché une polémique, estimant que la victoire avait échappé à leur favori à cause d'un trucage des votes.

## Interprétations sur scène
Plusieurs chansons sont interprétées lors de la cérémonie :
- Justin Timberlake et Chris Stapleton : Midnight Summer Jam / Say Something
- Rag'n'Bone Man et Jorja Smith : Skin
- Dua Lipa: New Rules
- Ed Sheeran : Supermarket Flowers
- Foo Fighters : The Sky Is a Neighborhood
- Liam Gallagher : Live Forever
- Sam Smith : Too Good at Goodbyes
- Kendrick Lamar et Rich the Kid : Feel / New Freezer
- Rita Ora et Liam Payne : Your Song / Anywhere / For You
- Stormzy : Blinded by Your Grace, Pt 2 / Big For Your Boots

## Palmarès
Les lauréats apparaissent en caractères gras

### Meilleur album britannique
- Gang Signs & Prayer de Stormzy
  - Common Sense de J Hus (en)
  - Dua Lipa de Dua Lipa
  - Human de Rag'n'Bone Man
  - ÷ d'Ed Sheeran

### Meilleur single britannique
- Human de Rag'n'Bone Man
  - Mama de Jonas Blue feat. William Singe (en)
  - Symphony de Clean Bandit feat. Zara Larsson
  - Feels de Calvin Harris feat. Pharrell Williams, Katy Perry et Big Sean
  - Did You See de J Hus (en)
  - You Don't Know Me de Jax Jones feat. Raye
  - New Rules de Dua Lipa
  - Touch de Little Mix
  - Strip That Down de Liam Payne feat. Quavo
  - Shape of You d'Ed Sheeran

### Meilleur artiste solo masculin britannique
- Stormzy
  - Loyle Carner
  - Liam Gallagher
  - Rag'n'Bone Man
  - Ed Sheeran

### Meilleure artiste solo féminine britannique
- Dua Lipa
  - Paloma Faith
  - Laura Marling
  - Kate Tempest
  - Jessie Ware

### Meilleur groupe britannique
- Gorillaz
  - London Grammar
  - Royal Blood
  - Wolf Alice
  - The xx

### Révélation britannique
- Dua Lipa
  - Loyle Carner
  - Dave
  - J Hus (en)
  - Sampha

### Meilleure vidéo britannique
- Sign of the Times de Harry Styles
  - Ciao Adios d'Anne-Marie
  - Mama de Jonas Blue feat. William Singe (en)
  - Symphony de Clean Bandit feat. Zara Larsson
  - Feels de Calvin Harris feat. Pharrell Williams, Katy Perry et Big Sean
  - New Rules de Dua Lipa
  - Touch de Little Mix
  - Strip That Down de Liam Payne feat. Quavo
  - Shape of You d'Ed Sheeran
  - I Don't Wanna Live Forever de Zayn et Taylor Swift

- Note : Le vainqueur est désigné par un vote des téléspectateurs via internet.

### Meilleur producteur britannique
- Steve Mac (en)

### Choix des critiques
- Jorja Smith
  - Stefflon Don
  - Mabel

### Meilleur artiste solo masculin international
- Kendrick Lamar
  - Beck
  - Childish Gambino
  - Drake
  - DJ Khaled

### Meilleure artiste solo féminine internationale
- Lorde
  - Björk
  - Alicia Keys
  - Pink
  - Taylor Swift

### Meilleure groupe international
- Foo Fighters
  - Arcade Fire
  - Haim
  - The Killers
  - LCD Soundsystem

### Meilleur succès global
- Ed Sheeran

## Artistes à nominations multiples
- 5 nominations :
  - Dua Lipa

- 4 nominations :
  - Ed Sheeran

- 3 nominations :
  - J Hus
  - Rag'n'Bone Man

- 2 nominations :
  - Big Sean
  - Jonas Blue
  - Loyle Carner
  - Clean Bandit
  - Calvin Harris
  - Zara Larsson
  - Little Mix
  - Liam Payne
  - Katy Perry
  - Quavo
  - William Singe
  - Stormzy
  - Taylor Swift
  - Pharrell Williams

## Artistes à récompenses multiples
- 2 récompenses :
  - Dua Lipa
  - Stormzy